# راتري
راتري (بالسنسكريتية: रात्रि)‏، ويشار إليها أيضًا باسم نيشا، هي إلهة فيدية والتجسيد الذي يمثل الليل في الهندوسية. يشار إليها على أنها أم قوية ومعززة للقوة الحيوية. إنها تمثل الأنماط الإيقاعية الدورية للكون. لم يُذكر مظهرها الجسدي صراحة، لكنها توصف بأنها عذراء جميلة.